# 無国籍
無国籍（むこくせき，英: statelessness）は、国籍を持たない（何れの国家とも法的な結びつきがない）こと。国籍の消極的抵触ともいう。国籍は当該国の国内法によって付与される。換言すれば、それぞれの国の国内法が具体的にどの範囲の自然人、船舶および航空機に自国の国籍を付与するかを決めている。
各国はそれぞれ自由に国内法を制定することができ（ただし国際法に違反しない限度において）、相互にその内容を調整する仕組みが一般的には用意されていないため、関係国の国内法の内容如何では、同一の自然人、船舶または航空機が二つ以上の国の国籍を保有することがあり（多重国籍）、また同様に、いずれの国の国籍も保有していない事態（無国籍）が起こりうる。つまり、多重国籍および無国籍は、いずれも各国の国内法相互の調整が図られていないことに起因するものである。
無国籍である状態は様々な問題の原因となるため、世界的に解決するべき課題として扱われている。

## 人間
自然人は国籍を持つ国（自国）に無制限に滞在することができる（自国民を国外追放することは国際法上許容されない）一方、各国は外国人の自国への入国および滞在について自由な裁量を持つのが国際法の原則である。したがって、自然人が無国籍状態に置かれると、自国を持たない状態となり、どこの国にも滞在できず、不法滞在状態になるという極めて深刻な事態に陥る可能性がある。無国籍者をいかに生ぜしめないようにするかが、現代の国際法の重要なテーマの一つである。一部の国では、無国籍者を救済するため、国内法により自国に滞在する無国籍者に特別に自国の国籍を与えたり、居住権を与えたりする場合があるが、これについても当該国の自由裁量であり、いずれにせよ無国籍状態は当該人物の生存にもかかわる極めて深刻な問題である。

### 日本
日本国内の例としてはプロ野球選手のヴィクトル・スタルヒンが有名である。なお、2019年末現在の在留外国人統計では646人の無国籍者が日本にいる。法務省の在留外国人統計によると、無国籍の乳幼児（0-4歳児）は2019年（令和元年）末時点で213人、2020年（令和2年）6月末時点で217人。
日本の国籍法では「日本で産まれ、両親が不明もしくは無国籍者」である場合に限り出生と同時に日本国籍を付与する。それ以外の無国籍者は外国籍の者と同様の帰化手続きが必要になる。例えば、日本ではパレスチナを国家として承認してこなかったため、日本在住のパレスチナ人が子供を産んだ場合、その両親は無国籍と解釈され、子には日本国籍が与えられる。2007年の国会質問において、パレスチナ人父母から生まれた日本国籍の子は、日本政府が把握している限り、14人との回答がある。2007年11月3日から、パレスチナ人を「パレスチナ国籍」と認めるようになったため、子に日本国籍は与えられなくなった。
難民認定されたアフガニスタン出身の両親から日本で生まれた女児(1歳)が日本国籍を求めた審判の即時抗告審で、名古屋高裁は2024年9月11日付で、2022年11月の出生時に両親が「無国籍」として、子どもに日本国籍を作る「就籍」を許可する決定を出した。代理人弁護士によると、こうしたケースで就籍を認められたのは初という。

### タイ
タイの国籍は、タイ国内で出生するもしくは両親がタイ国籍を有していれば取得することができる。しかしながら、国境地帯や山岳部の少数民族を中心に国籍を取得しない住民が約48万人存在しており社会問題となることがある。2018年に発生したタムルアン洞窟の遭難事故では、洞窟から救出された数人が無国籍であったためパスポートが取得できず、国際サッカー連盟によるイベントに出席することが難しくなったことで話題となった。

### 欧州
バルト三国（ラトビア・リトアニア・エストニア）などのように、歴史的な経緯等により無国籍者が総人口の相当割合を占める例もある。

### 中東
中東には定住しないで中東の広い範囲を遊牧して生活してる遊牧民で特定の国家に属さないベドウィンと呼ばれる無国籍者がいる。彼らはサウジアラビア、クウェート、オマーンなどの中東湾岸諸国では自由に国境を越えて移動することを認められており、イラク戦争後にはイラクとサウジアラビアの間でも協定が結ばれ認められるようになった。ベドウィンは特定の国家ではなく、アラブのイスラム教国という大きな枠の中に属していることになっており、ベドウィンが犯した犯罪については逮捕した国の法律で裁かれる。中東湾岸諸国は欧米や日本とは法理の異なるイスラム法を基準としているため、国籍を重要視せず、どこの部族、氏族の出身であるか、イスラム教徒であるかどうかが問題となる。社会福祉を受けられるかどうかという問題についても属人主義のイスラム法ではイスラム教徒であれば援助を受けられるとしているため、無国籍であってもアラブ人のイスラム教徒であれば深刻な問題は生じない。ベドウィンにとって国籍という欧米法の法理の問題は遠い異国の話であり、自分自身の問題とは捉えられていない。

## 船舶
国籍が存在しない船舶は『無国籍船』と呼ばれる。無国籍船とは登録国から登録していることを否定された船舶、登録国の提示の求めに応じない船舶、登録国が当該国の船舶であると肯定しなかったり明白に主張しなかった船舶などである。
沿岸警備隊による登録国の提示の求めに応じない場合は臨検の対象となる。
国連海洋法条約第110条では無国籍船の疑いがある船舶について海軍艦艇による臨検を認めている。
アメリカでは麻薬密輸用潜水艇対策として、2008年から船籍が不明な船舶の乗組員に最大で20年の懲役を科す法律が制定されている。

## 航空機
国籍が存在しない航空機は『無国籍機』と呼ばれる。無国籍状態では飛行許可は下りず、無許可での飛行すると国籍不明機による領空侵犯となり警告を受け、最悪の場合は撃墜される。
航空機は多重国籍が禁止されており、外国へ売却する前に登録を抹消して無国籍とし、購入者が自国で新規登録するため、登録抹消後に船や航空機に積載して輸送する際に無国籍状態となっていることは多い。

## その他
特定の国のもので無いという状況を示すために「無国籍」という語が用いられることがある。使用例としては「無国籍文化」、「無国籍料理」などである。

## 註
1. ↑  “無国籍 – UNHCR Japan”.  国連難民高等弁務官事務所（UNHCR：The Office of the United Nations High Commissioner for Refugees）. 2023年8月28日閲覧。
2. ↑  “国籍・地域別　在留資格（在留目的）別　在留外国人”.   統計局. 2020年12月26日閲覧。
3. ↑  “法相「大変な問題」　無国籍の乳幼児急増：朝日新聞デジタル”. (2021年4月14日)
4. ↑  “平成十九年十一月三十日提出 質問第二八〇号 パレスチナ人の子どもの国籍等に関する質問主意書”.  衆議院 (2007年11月30日). 2023年12月24日閲覧。
5. ↑  “法務省、パレスチナ国籍認める”. AFPBB News. (2013年10月5日) 2023年12月24日閲覧。
6. ↑  “「マイナ免許証」来年３月開始　従来型の発行や両方所持も可　警察庁：朝日新聞デジタル”.   朝日新聞. 2024年9月13日閲覧。
7. ↑  “洞窟から救出の少年らに国籍付与”.   朝日新聞デジタル (2018年8月8日). 2018年8月9日閲覧。
8. ↑  “航空機の登録について”.  国土交通省. 2018年3月20日閲覧。